# Ioan de Austria
Ioan de Austria sau Don Juan de Austria (în germană Johann von Österreich; n. 24 februarie 1547, Regensburg - d. 1 octombrie 1578, Bruges), a fost comandant al flotei spaniole și guvernator al Țărilor de Jos spaniole din 1576.

## Biografie
Ioan, fiul natural al împăratului romano-german Carol Quintul, rezultat dintr-o legătură târzie cu Barbara Blomberg, s-a născut în ziua celei de-a 47-a aniversări a tatălui său. El a fost adus în secret și educat în secret în Spania.
În 1569 Ioan de Austria a reprimat revolta maurilor (moriscos) din Spania. A fost recunoscut de Filip al II-lea al Spaniei drept frate vitreg, iar în 1559 i s-a atribuit numele Don Juan de Austria.
În 1571 a comandat flota Ligii Sfinte formată de papa Pius al V-lea, Spania și Veneția, învingând Imperiul Otoman în bătălia de la Lepanto. În anul 1573 a cucerit Tunisul.
Cariera sa politică a început să se clatine în 1576, după ce a fost numit guvernator general al Țărilor de Jos spaniole, în timpul revoltelor olandeze împotriva restaurării catolicismului. Între timp și-a făcut planuri mărețe de a se căsători cu Maria Stuart, regina Scoției, și de a o alunga pe Elisabeta I de pe tronul Angliei, dar a murit de tifos la vârsta de 31 de ani, înainte de a-și duce la îndeplinire aceste planuri.